# شارمین آکتر
شارمین آکتر (انگلیسی: Sharmin Akter؛ زادهٔ ۳۱ دسامبر ۱۹۹۵) اهل بنگلادش یک فعال حقوق کودکان است که علیه ازدواج اجباری فعالیت می‌کند. او در سن ۱۵ سالگی مجبور به ازدواج با یک مرد ۳۲ ساله شد که علیه آن مخالفت کرد و برای ادامه تحصیلش تلاش کرد.
وی همچنین برندهٔ جوایزی همچون جایزه بین‌المللی زنان شجاع شده‌است.